# فهرست قنات‌های شهرستان بستک
جدول زیر بر اساس آمار وزارت جهاد کشاورزی تهیه شده‌است. فهرست زیر قنات‌های شهرستان بستک در استان هرمزگان را نشان می‌دهد.
| نام قنات     | موقعیت                 | نزدیک‌ترین روستا | طول قنات (متر) | تعداد میله چاه | عمق مادر چاه | دبی (لیتر بر ثانیه) | سطح زیر کشت (هکتار) |
| ------------ | ---------------------- | --------------- | -------------- | -------------- | ------------ | ------------------- | ------------------- |
| دهتل         | بخش مرکزی شهرستان بستک | روستا نامعلوم   | ۱۰۰۰           | ۰              | ۰            | ۸                   | ۵۰                  |
| دژگان        | بخش مرکزی شهرستان بستک | روستا نامعلوم   | ۳۰۰            | ۰              | ۰            | ۳                   | ۱۰                  |
| فاریاب کوهیج | بخش مرکزی شهرستان بستک | روستا نامعلوم   | ۲۰۰۰           | ۰              | ۰            | ۴۰                  | ۱۲۰                 |
| نتوئیه       | بخش مرکزی شهرستان بستک | روستا نامعلوم   | ۲۰۰۰           | ۰              | ۰            | ۶۰                  | ۲۲۰                 |
| گلیلوئیه     | بخش مرکزی شهرستان بستک | روستا نامعلوم   | ۳۰۰            | ۰              | ۰            | ۳                   | ۱۰                  |